# Dorfkirche Schwinkendorf

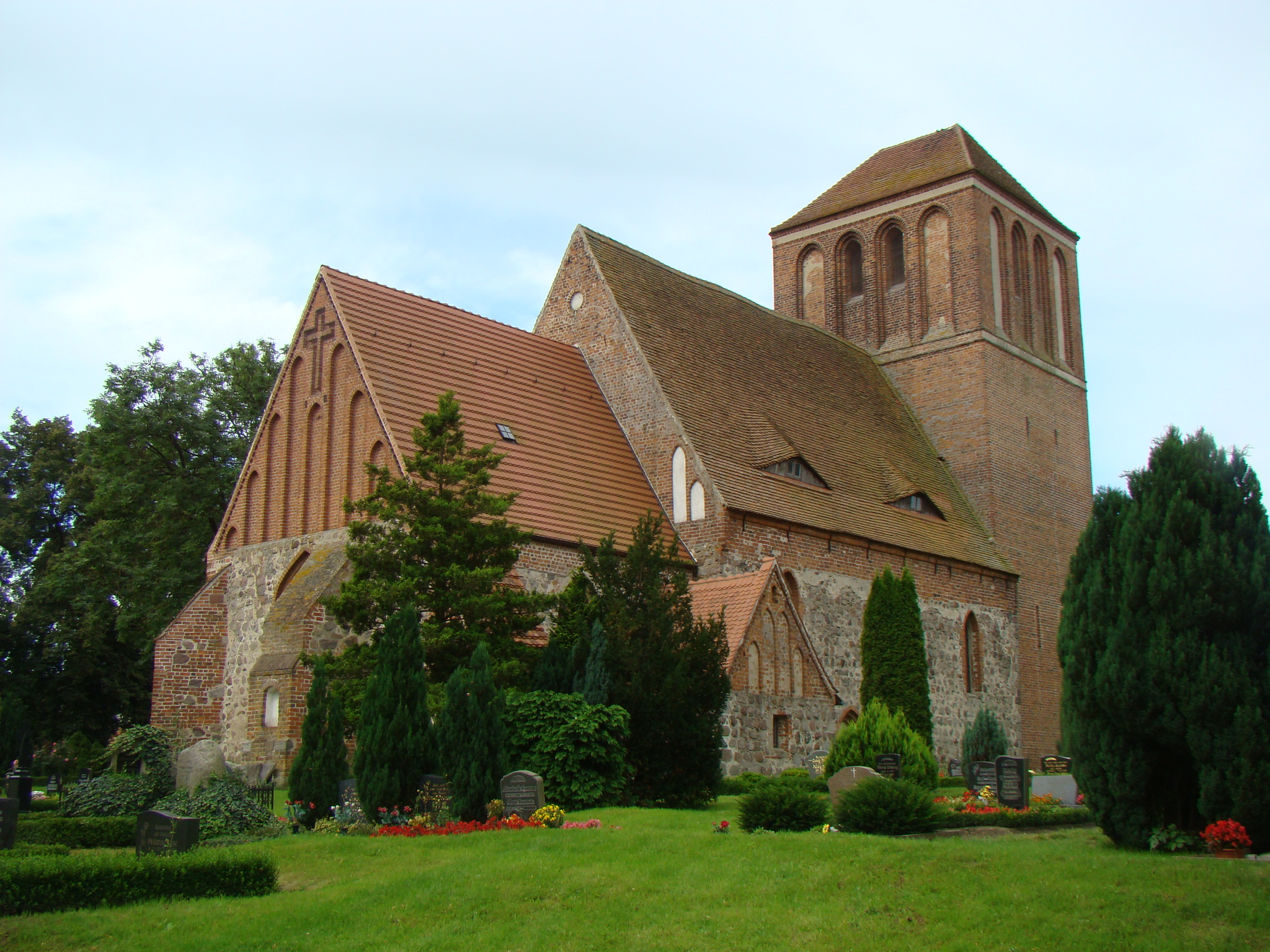
Dorfkirche Schwinkendorf

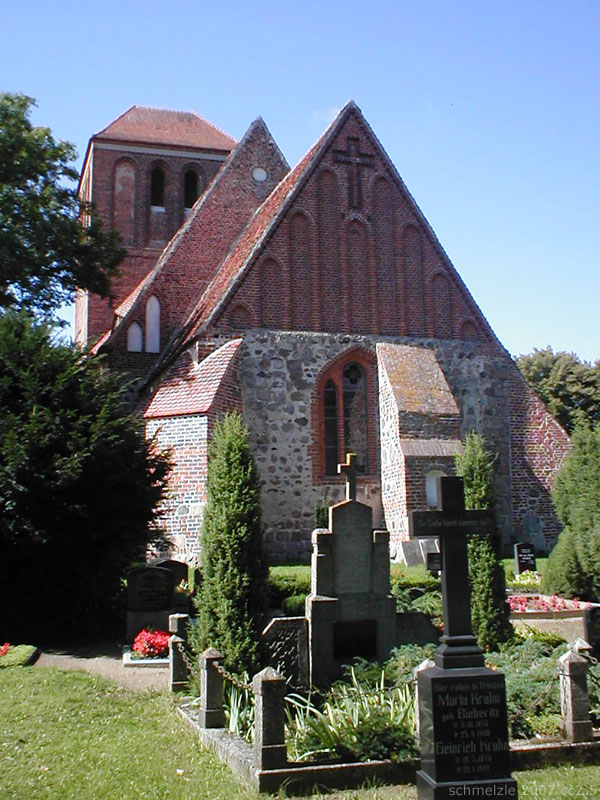
Rückansicht

Die Dorfkirche ist ein denkmalgeschütztes Kirchengebäude in Schwinkendorf, einem Ortsteil der Gemeinde Moltzow im Landkreis Mecklenburgische Seenplatte (Mecklenburg-Vorpommern). Die Kirche gehört zur Gemeinde Gielow in der Propstei Rostock im Kirchenkreis Mecklenburg der Evangelisch-Lutherischen Kirche in Norddeutschland (Nordkirche).

## Geschichte und Architektur
Die Kirche steht auf einem von einer Feldsteintrockenmauer umspannten Friedhof.
Das Gebäude wurde in der Mitte des 13. Jahrhunderts errichtet. Langhaus, Chor und Sakristei bestehen zum großen Teil aus Feldsteinen. Der Chor der zweischiffigen Kirche ist eingezogen, die Sakristei befindet sich im Norden. Am Chor wurden nachträglich mächtige Stützpfeiler angebaut. Bei der Renovierung von 1860 bis 1867 wurden die Ostgiebel mit Resten der ursprünglichen Gliederung erneuert. Die Anordnung und die Form der Fenster wurde mehrfach geändert. Die älteren romanischen, spitzbogigen Schlitzfenster sind mit Backsteineinfassungen tief in das Gewände eingelassen. Das schlichte Schiffsportal im Norden wurde zugesetzt, das im Süden ist aufwendiger gestaltet. In der wohl noch mittelalterlichen Südvorhalle befindet sich die Priesterpforte, mit abgestuften Gewänden und eingestellten Rundstäben und Kapitellen. Das reich profiliere Westportal ist nach Süden aus der Achse gerückt, es wurde beim Anbau des Turmes teilweise überschnitten. Statt der ursprünglich vorgesehenen Einwölbung des Langhauses wurde um 1500 ein Sterngewölbe zu drei Jochen eingezogen. Es ruht auf zwei achteckigen Pfeilern mit Eckrundstäben sowie an den Wänden auf Konsolen. Der Triumphbogen zwischen Chor und Langhaus ist ein tief herabgezogener Stichbogen. Das Kreuzrippengewölbe im Chor war ursprünglich kuppelförmig ausgeführt. Das Kuppelgewölbe in der Sakristei ist mit bauzeitlichen Malereien, wie Ornamente und Christussymbole geschmückt. Die Fenstermalereien wurden von 1863 bis 1864 ausgeführt. An der Nordseite sind Symbole der gläubigen Seele dargestellt, gegenüber sind Christussymbole zu sehen. Die Fenster im Chor zeigen die Apostel Petrus und Paulus.

## Turm
Der gewaltige, rechteckige Westturm wurde 1495 in Backstein angefügt; er verleiht der Kirche ein imposantes, wehrhaftes Aussehen. Im Glockengeschoss ist er durch rundbogige Putzblenden und kleinere rundbogige Fenster gegliedert, die tief in Backsteinblenden eingelassen sind. Das Obergeschoss und der Spitzhelm brannten 1711 nieder, danach wurde der Turm mit einer Höhe von 32 Metern wieder errichtet.

## Ausstattung
- Die zweimanualige Orgel ist ein Frühwerk der Firma Sauer aus Frankfurt/Oder. Sie ist das älteste Instrument ihrer Art und teilweise bespielbar.
- Die überwiegend neugotische Holzausstattung, wie Gestühl und Emporen, wurde von 1865 bis 1867 angefertigt. Das alte Gestühl wurde vollständig ersetzt.
- Der zweigeschossige Altaraufsatz aus der Mitte des 18. Jahrhunderts ist an den Seiten mit gedrehten Säulen verziert, er ist mit Figuren des Johannes d. T. und des Moses ausgestattet.
- Das Kreuzigungsgemälde wurde 1867 von C. Wiedow gemalt
- Der Grabstein für Dietrich v. d. Werder von 1589 zeigt den Verstorbenen als gewappnete Figur und eine Ahnenprobe.
- Der Grabstein für Otto Hahn und seine Frau B. v. Trontheim ist von 1596. Beide Verstorbenen sind unter Kleeblattbögen dargestellt.
- Die drei Leuchter sind Arbeiten von 1654 und 1701.